# 西ノ島町立浦郷小学校
西ノ島町立浦郷小学校（にしのしまちょうりつ うらごうしょうがっこう）は、かつて島根県隠岐郡西ノ島町浦郷1017にあった公立小学校。2011年に西ノ島町立美田小学校と西ノ島町立黒木小学校とともに統合されて西ノ島町立西ノ島小学校が開校した。卒業生は西ノ島町立西ノ島中学校に進学する。

## 年表

### 旧・浦郷小学校/本郷小学校
- 1874年（明治7年）3月16日 - 浦郷学校として開校。
- 1879年（明治12年）9月29日 - 浦郷小学校に改称。
- 1904年（明治37年）4月1日 - 浦郷村尋常高等小学校に改称。
- 1906年（明治39年）4月1日 - 浦郷村本郷尋常高等小学校に改称。
- 1941年（昭和16年）4月1日 - 浦郷町立本郷国民学校に改称。
- 1947年（昭和22年）4月1日 - 浦郷町立本郷小学校に改称。浦郷町立浦郷中学校を併置。
- 1957年（昭和32年）2月11日 - 西ノ島町立本郷小学校に改称。
- 1970年（昭和45年）8月20日 - 西ノ島町立本郷小学校の閉校式を挙行。

### 新・浦郷小学校
- 1970年（昭和45年）11月18日 - 西ノ島町立浦郷小学校の開校式を挙行。
- 1975年（昭和50年）11月9日 - 開校100周年記念式典。校歌と校章を制定。
- 1986年（昭和61年）4月1日 - 西ノ島町立珍崎小学校と西ノ島町立三度小学校を統合。
- 2011年（平成23年）3月 - 閉校。西ノ島の3小学校が統合されて西ノ島町立西ノ島小学校が開校。